# ネッコ坂

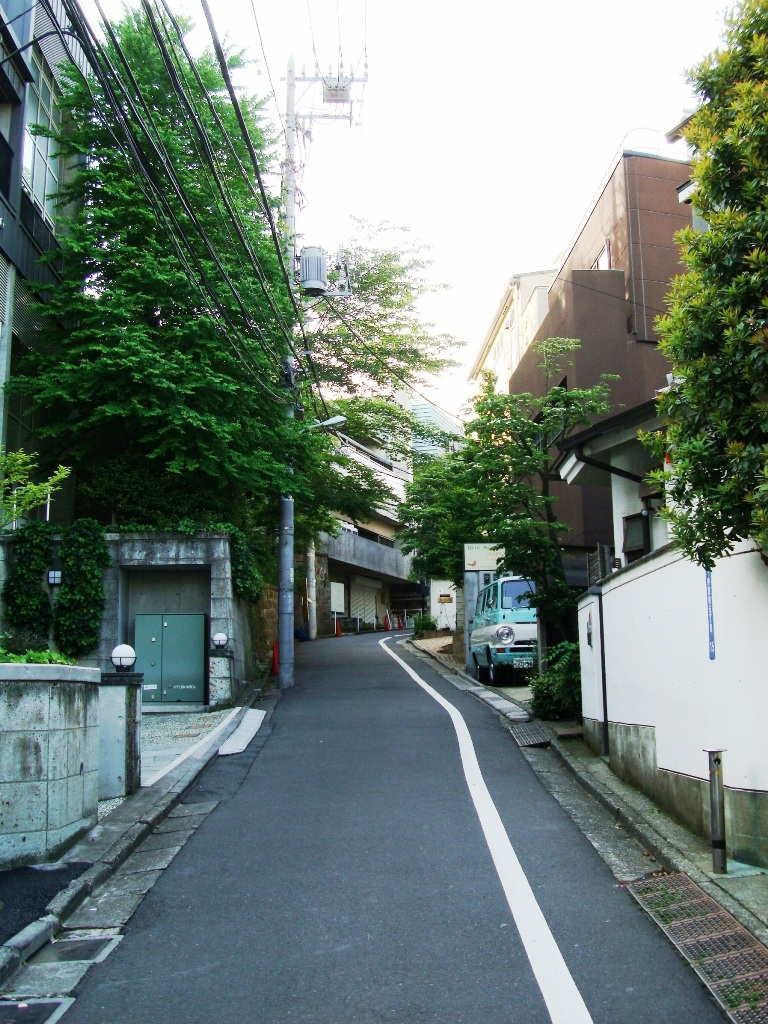
ネッコ坂

ネッコ坂（ねっこざか）は、東京都渋谷区にある坂である。
ネッコ坂は、現在の住所で渋谷区神宮前5丁目12から16、旧渋谷川（穏田川）に近い穏田の商店街から、北青山方面にある公務員（旧郵政省、旧郵政公社）住宅付近の台地上まで登る、全長約200メートルの坂である。
坂の名称の由来には、「木の根のように曲がっている道だから」というものと、「木の根がたくさん道に出ていたため」というものの二説がある。

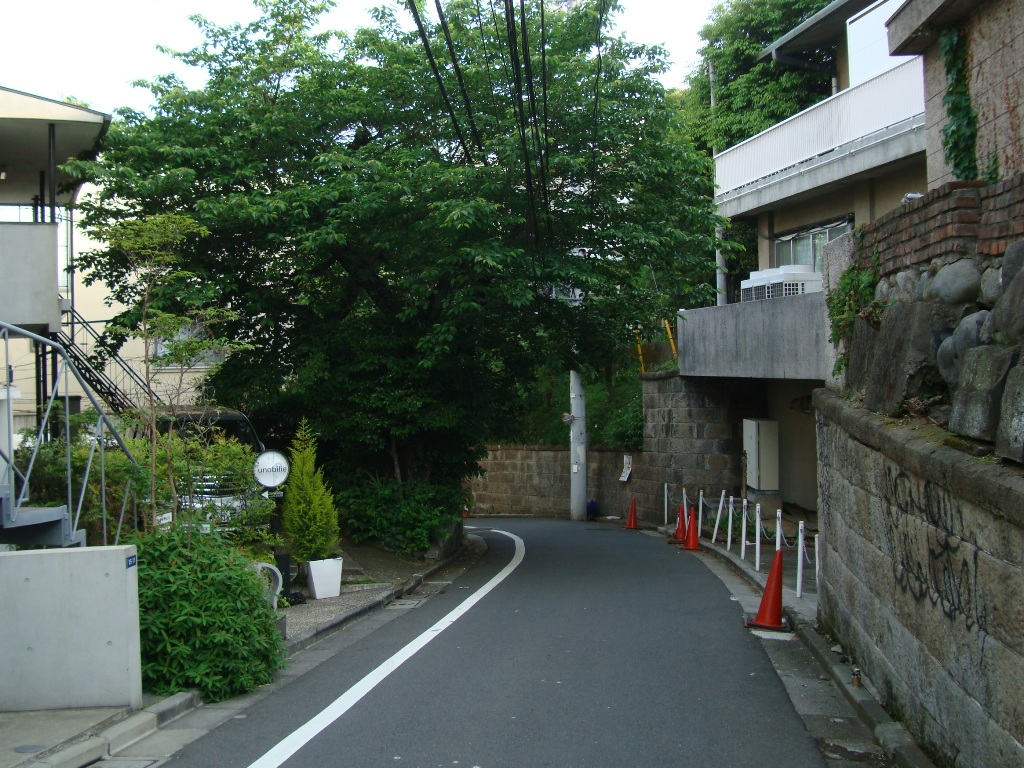
ネッコ坂

坂の歴史は古く、天保年間に作られた地図には、稲葉長門守の下屋敷と、戸田武次郎の屋敷とのあいだを通って穏田橋に通じる道に、「子ッコ坂」が記されている。天保年間に発行された府内場末其他往還沿革図書には、「ネッコサカ」とある。また、嘉永4年（1851年）に作られた地図 『青山長者丸辺の図』にも、「子ッコサカ」として記されている。この坂は、一説には鎌倉街道の一部だったともいわれる。
1909年（明治42年）には代々木の原に代々木練兵場ができたが、明治神宮や表参道が作られる以前のこの頃、この狭い坂は東京市内と練兵場との間を行き交う兵隊たちで一日中混雑していたという。
北青山方面の坂上部の東側、現在公務員住宅となっている場所を含む一帯は、かつて大山巌の大邸宅であった。